# Sint Olofskapel

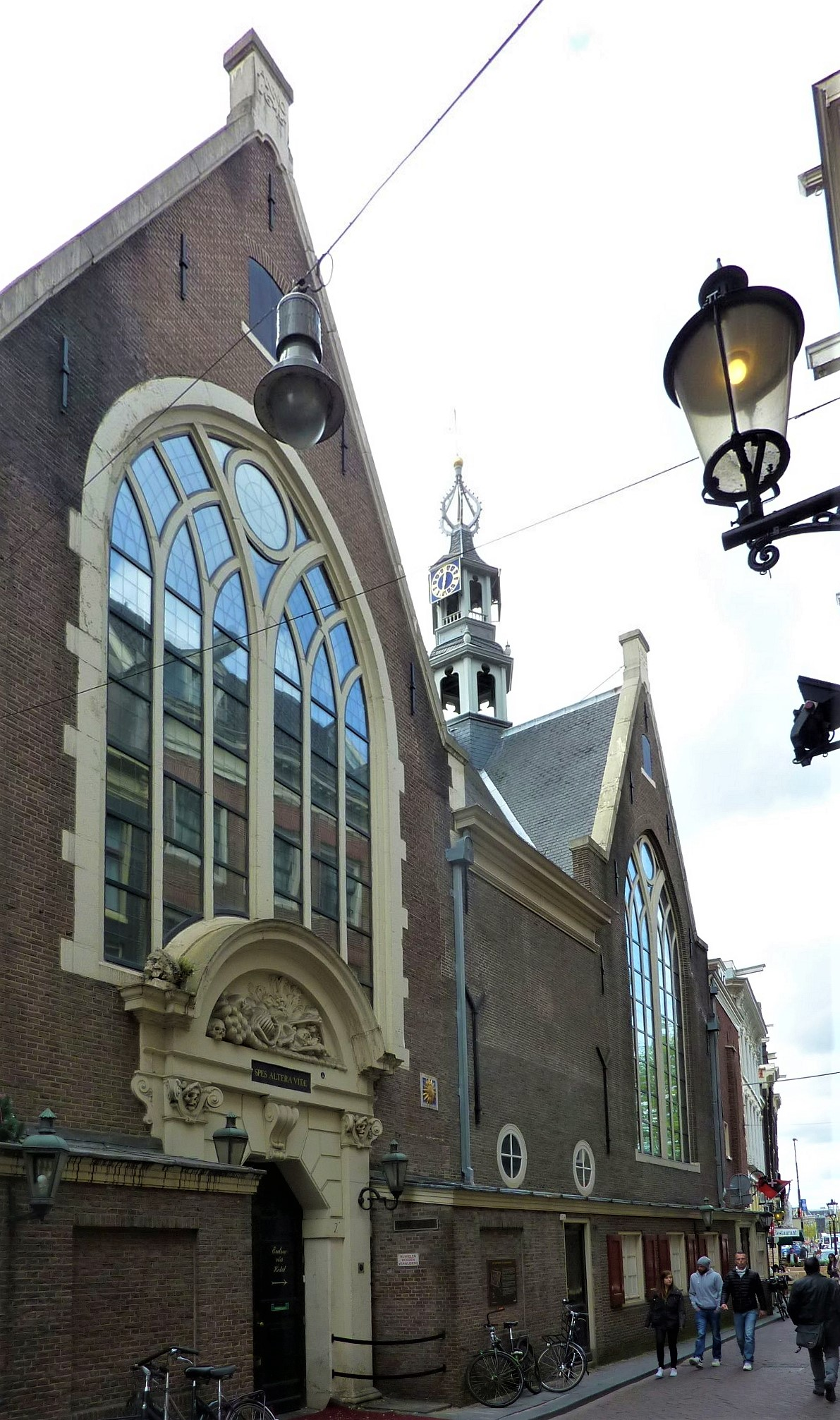
Die Sint Olofskapel

Die Sint Olofskapel ist ein säkularisiertes Kirchengebäude in Amsterdam in den Niederlanden, das heute als Konferenzzentrum genutzt wird. Die Kapelle ist als Rijksmonument eingestuft.

## Geschichte
Das ursprüngliche Patrozinium der im Kern spätgotischen Kapelle ist nicht geklärt. Sie war entweder zu Ehren des heiligen Odulf von Utrecht oder des heiligen Königs Olav II. Haraldsson geweiht. Das Olavspatrozinium ist wahrscheinlicher, da der südwestliche Teil der heutigen Hallenkirche wohl im zweiten Viertel des 15. Jahrhunderts für norwegische Seefahrer erbaut wurde. Dieser Bau wurde um 1500 um eine Heilig-Grabkapelle und eine zweite Querkapelle erweitert. Nach 1578 diente das Gebäude bis 1615 als Kaufmannsbörse. 1644/45 wurde die Kirche im klassizistischen Stil mit gotischen Elementen erheblich erweitert und für den reformierten Gottesdienst eingerichtet. Durch die Umbauarbeiten entstand die Form einer Hallenkirche. Diese Arbeiten wurde vermutlich von Pieter Michielsz und Philip de Vos ausgeführt. Auf der Südseite am Nieuwebrugsteeg befinden sich zwei dorische Sandsteintore, die mit  1620 und 1671 datiert sind, der Haupteingang am Zeedijk ist ein Sandsteintor, das um 1620 entstanden sein soll und Hendrick de Keyser zugeschrieben wird. Es war ursprünglich an einem unbekannten anderen Ort aufgestellt. Nach der Schließung der Kapelle im Jahr 1917 übernahm das Bauwerk verschiedene andere Funktionen, bis es 1966 durch einen Brand erheblich zerstört wurde. Der Dachturm wurde im Zuge der Sanierung zum Tagungszentrum im Jahr 1992 rekonstruiert.